# ラハイナ歴史地区
ラハイナ歴史地区（ラハイナれきしちく、Lahaina Historic District）は、アメリカ合衆国ハワイ州のマウイ島西岸に位置するラハイナの町の大部分を含む国定歴史建造物地区。
ラハイナはハワイ王国が初期に首都を置き、19世紀には太平洋捕鯨の中心地として社会的・経済的に重要な役割を果たした町であり、19世紀の港町の特徴がよく残されていることから、1962年に指定がおこなわれた。

## 解説

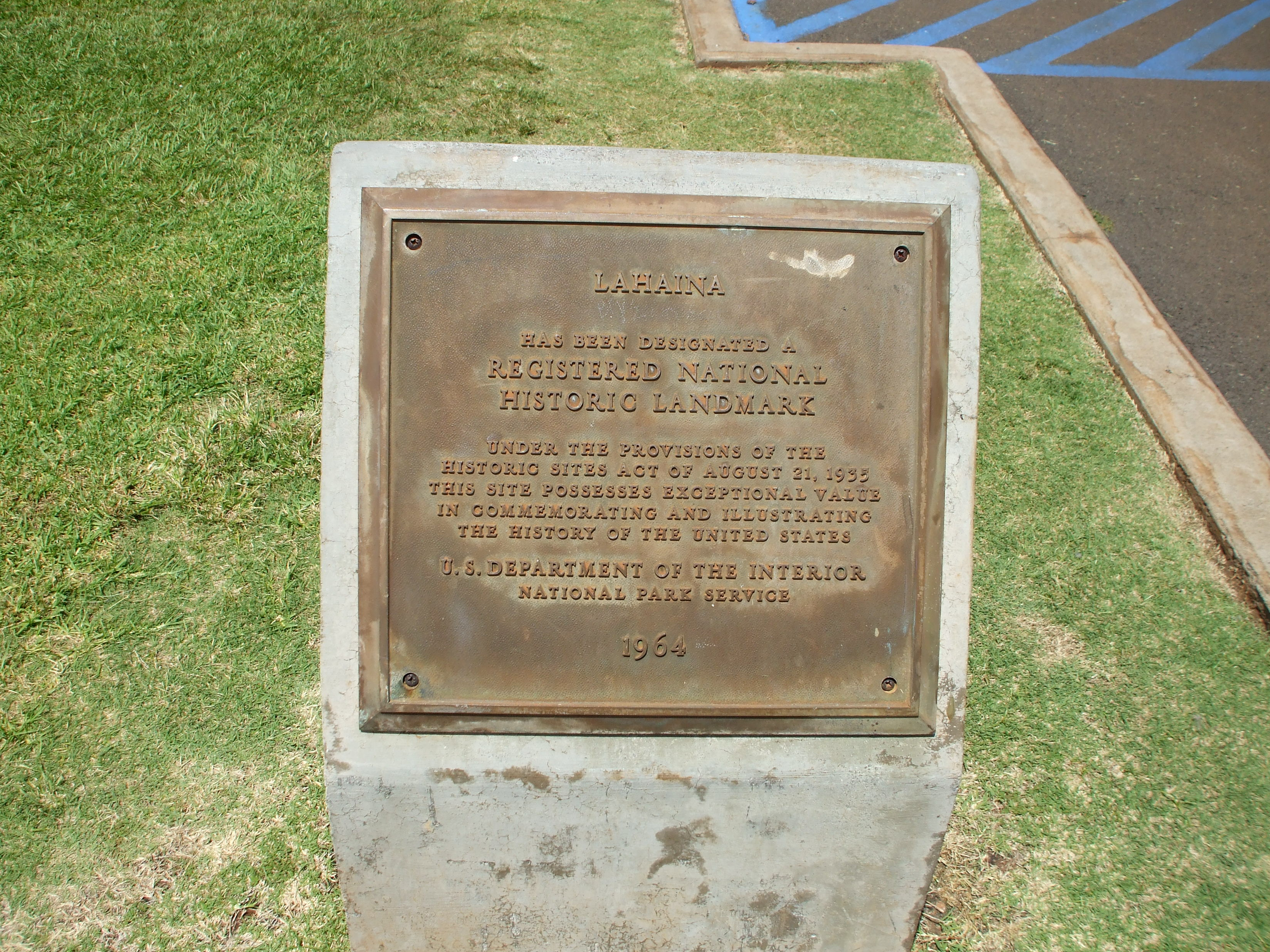
ラハイナが国定歴史建造物地区に指定されたことを示す銘板

ラハイナの修復・保存プロジェクトを規定する建築条例の制定において、ドン・ビーチとピート・ウィンバリーは初期に重要な役割を果たした。1962年には国定歴史建造物に指定された。指定地区は、北を Puʻuona Point、南を Makila Point、東を町の上の丘の尾根筋によって区切られているが、西はラナイ島まで伸び、19世紀の町の繁栄を可能にした停泊地「ラハイナ・ローズ」を含んでいる。
ラハイナは、18世紀後半にヨーロッパの探検家が到着するまで、マウイの王たちの主要な居住地であった。1795年、カメハメハ1世がマウイ島の征服を開始したときにはこの地に上陸し、1819年にカメハメハ2世はにラハイナに居を構えた。この1819年、最初の捕鯨船が到着し、この街の経済的重要性が高まるようになった。1825年、カメハメハ3世がハワイの王位に就いたとき、彼は賑やかなホノルルよりもラハイナを首都に選んだ。 ラハイナは1840年から1855年にかけて、捕鯨港としてオアフ島を追い越すが、これはラハイナの停泊地の水深がより深かったことによる。しかし捕鯨産業が衰退したため、1860年代に町の経済的重要性は低下した。
地区は、2023年の大火（ハワイ・マウイ島山火事）によって壊滅的な被害を受けた。

## 貢献的建築物
1962年に歴史地区が指定された際、以下の9つが具体的な貢献をする建築物 (contributing buildings) として挙げられた。
| No | 名称                             | 年   | 説明 | 画像 |
| -- | -------------------------------- | ---- | --- | ---- |
| 1  | ボールドウィン・ハウス           | 1835 | 「ボールドウィン・ホーム」とも。ドワイト・ボールドウィン牧師 (Dwight Baldwin (missionary)) など、初期の宣教師が用いた2階建ての住居。「現存するマウイ最古の住居」と呼ばれていたが、2023年の大火で焼失。 |      |
| 2  | オールド・スプリング・ハウス     | 1823 | ボールドウィン・ハウスの南約60mにある石造りの井戸小屋。ウィリアム・リチャーズ牧師によって、泉を囲むように建設され、自家用のみならず地域社会や船舶にも供給された。 |      |
| 3  | コートハウス                     | 1859 | 1858年の暴風雨で、それまで政庁として使用されていたハレ・ピウラ (Hale Piula) が被害を受けたため、これに代わるコートハウス（Court House）として建築された。一般に「裁判所」と訳されるが、総督の事務所や税関・郵便局なども入居した。1925年に改築され、外観は大きく変更された。2004年には、2階にラハイナ文化遺産博物館 (Lahaina Heritage Museum) が入居。2023年の大火により、外壁は焼け残ったものの、屋根と内装は失われた。 |      |
| 4  | 旧監獄                           | 1852 | ハレ・パアハオと呼ばれる。主要な監房ブロック（板構造）は1852 年に完成、周囲のサンゴブロック壁は1854年完成。建設当初からの監房ブロックは1958年に焼失したが、1959年に木造の門楼とともに再建された。 |      |
| 5  | ワイオラ教会                     | 1953 | 旧称ワイネエ教会。1828年の建設が開始され1832年に完成。その後、2度にわたって風害で破壊され、1894年には火災を受けた。現在の建築物は1953年に完成したもので、この時に名前がワイオラ教会に改められた。ハワイの貴顕がその墓地に埋葬されており、最も古いものは1823年にさかのぼる。2023年の大火で焼失。 |      |
| 6  | ハレ・アロハ (Hale Aloha)        | 1858 | 1828年に建設された初期の石造教会を置き換えるものとして、1858年に集会場として完成。1980年代に学校と教会堂として改修された。 |      |
| 7  | 海員病院 (en)                    | 1842 | ハーマン・メルヴィル（のちに『白鯨』を著す作家。1843年当時は船員であった）は、1843年に船員の一人がこの病院で亡くなったことに言及している。1865年に売却され、女子学校として使用されたのち、聖公会の牧師館として機能した。 2023年の大火で外壁は焼け残ったものの、屋根と内装は失われた。 |      |
| 8  | マリア・ラナキラ・カトリック教会 | 1858 | この場所には1846年に教会が建てられていたが、1858年に建て替えた。現在の建物は同じ基礎の上に1928年に建てられたものであるが、1858年の建築を正確に再現したものであるとされている。2023年の大火を経て、教会と司教館は焼け残ったと報告されている。 |      |
| 9  | パイオニア・イン                 | 1901 | ラハイナで最初に建てられたホテル。2023年の大火で焼失。 |      |

### ギャラリー

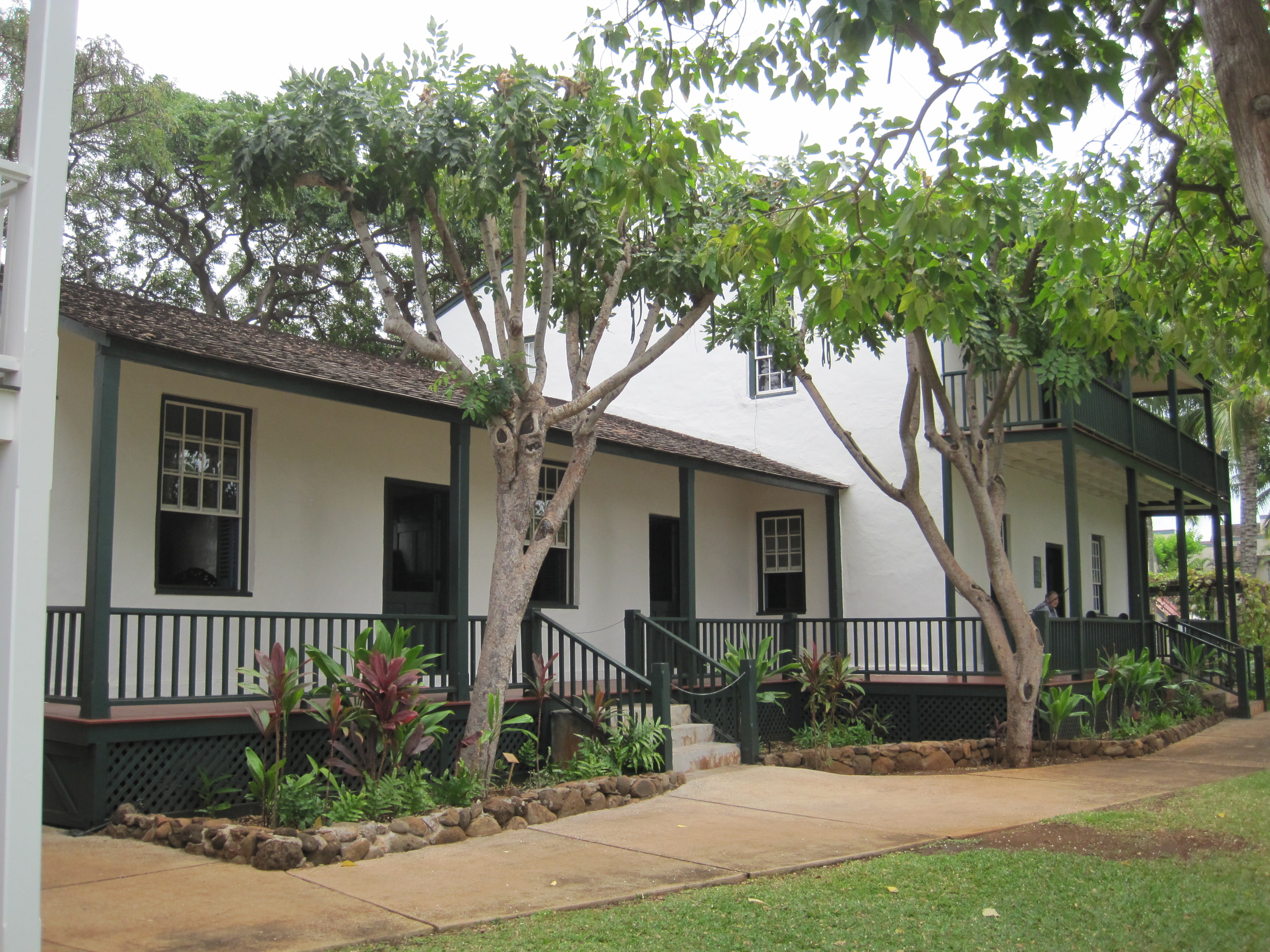
ボールドウィン・ハウス（2010年撮影）
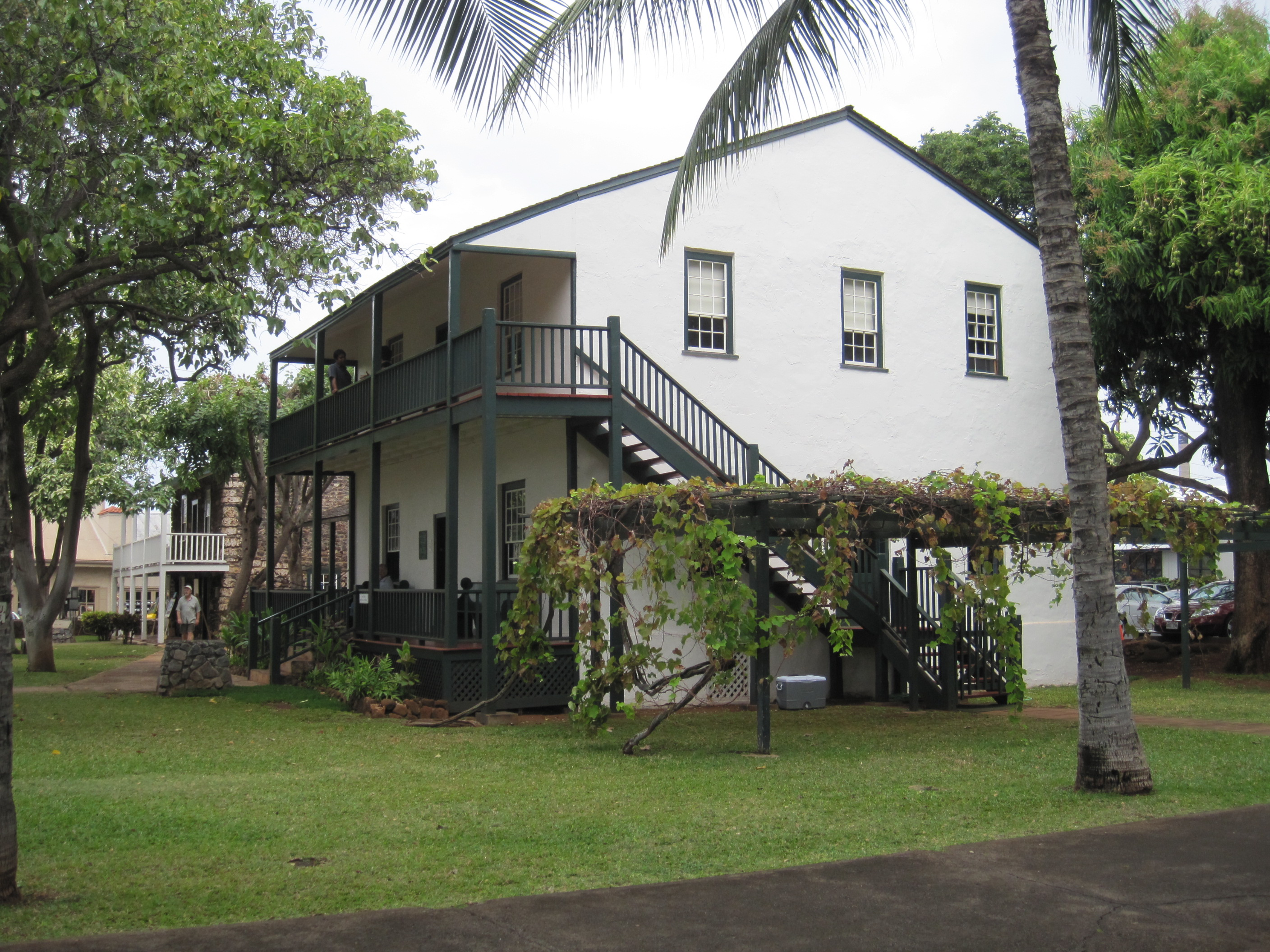
ボールドウィン・ハウスとブドウ棚（2010年撮影）
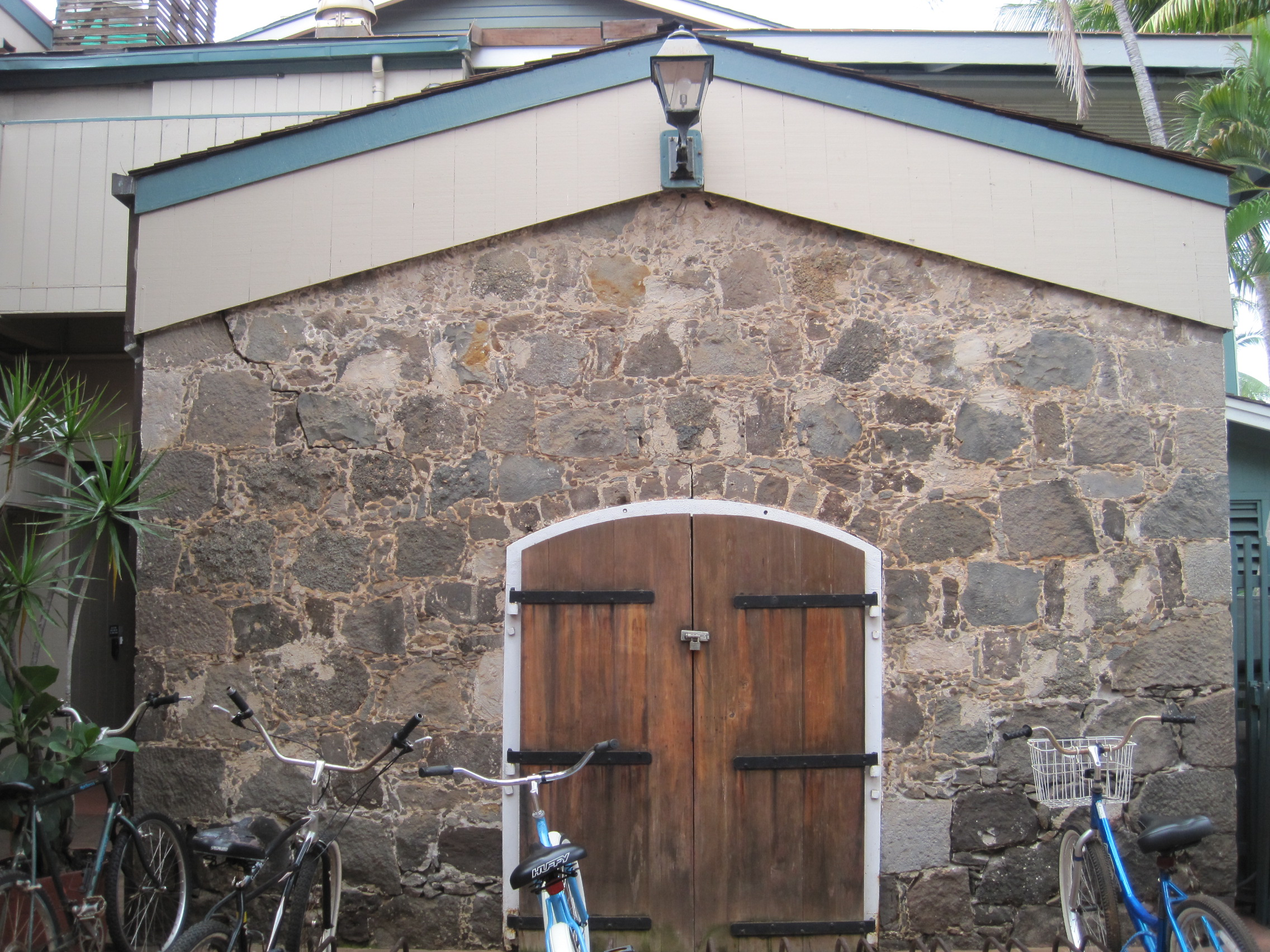
オールド・スプリング・ハウス（2010年撮影）
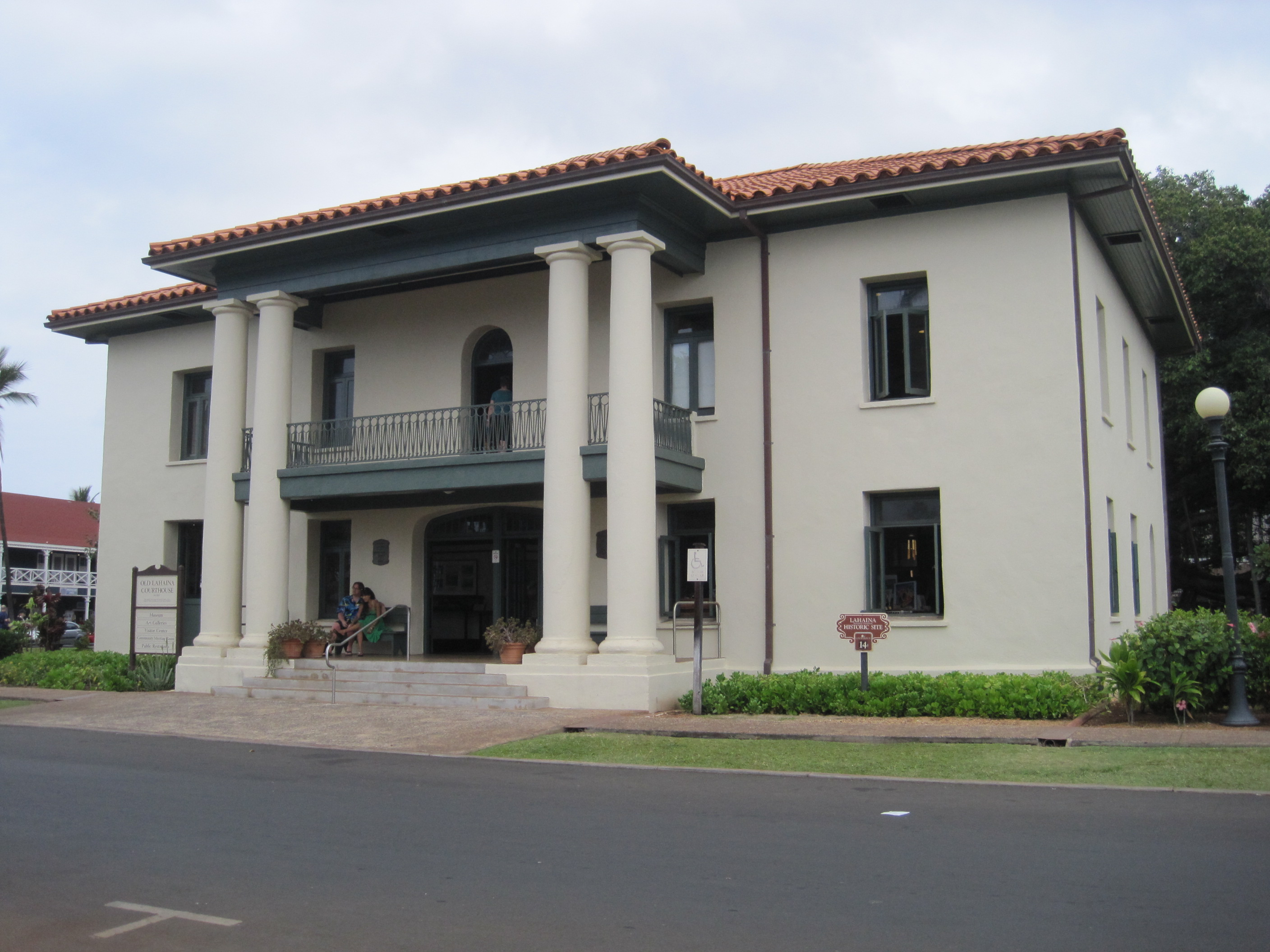
コートハウスの正面（2010年撮影）
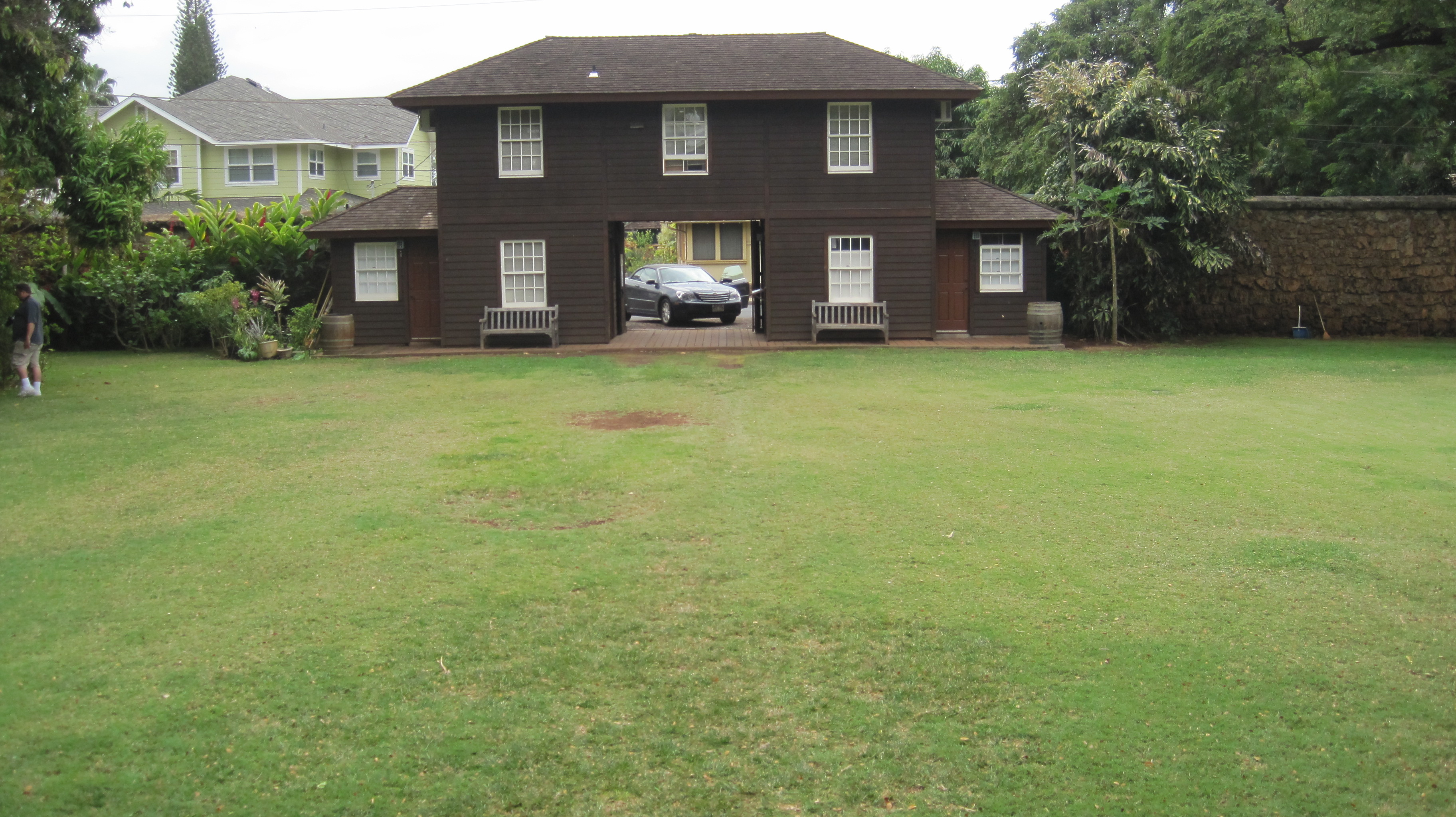
旧監獄の庭と門楼（2010年撮影）
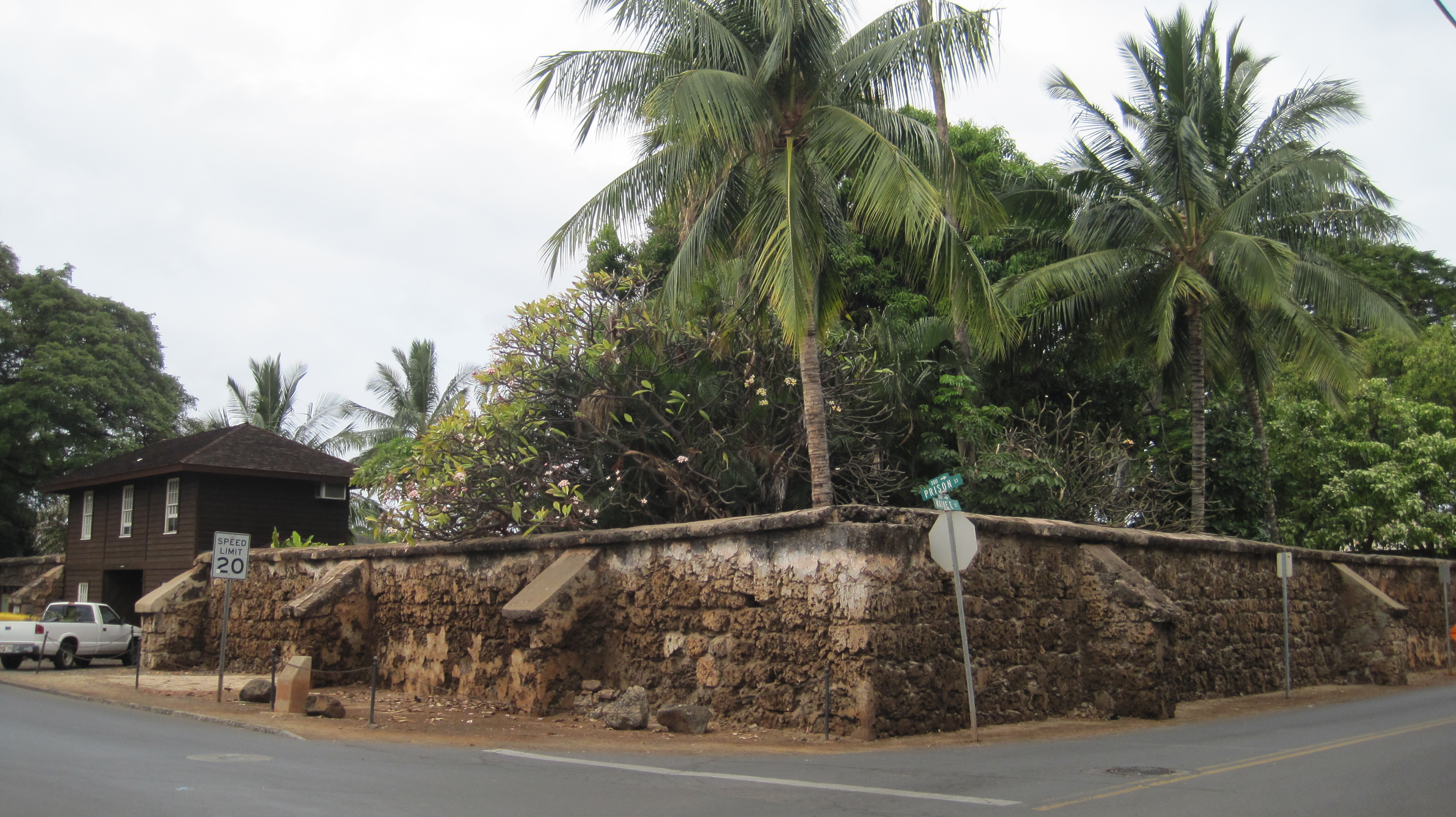
旧監獄の外壁（2010年撮影）
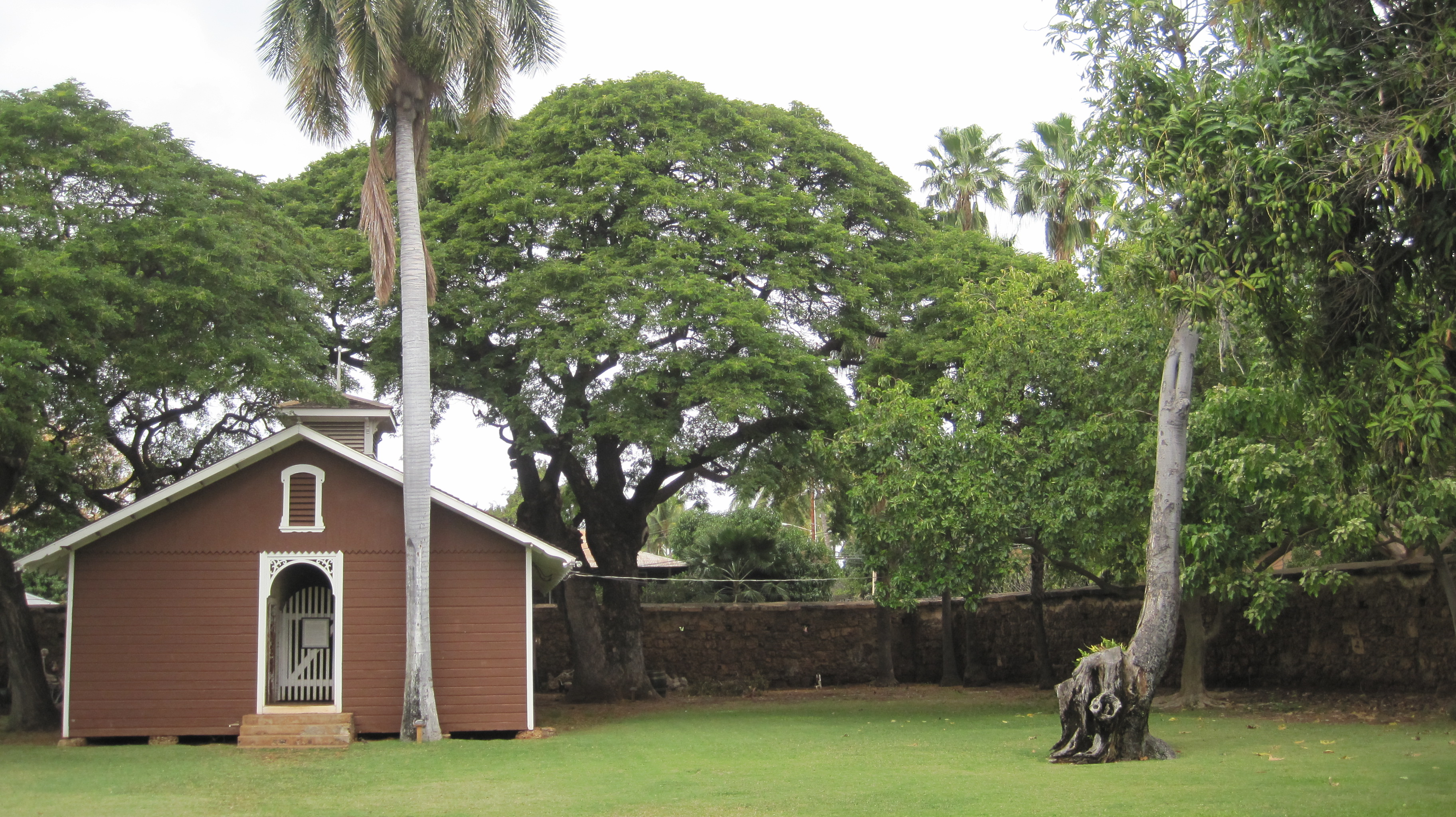
旧監獄の監房ブロック（Cellblock, 2010年撮影）
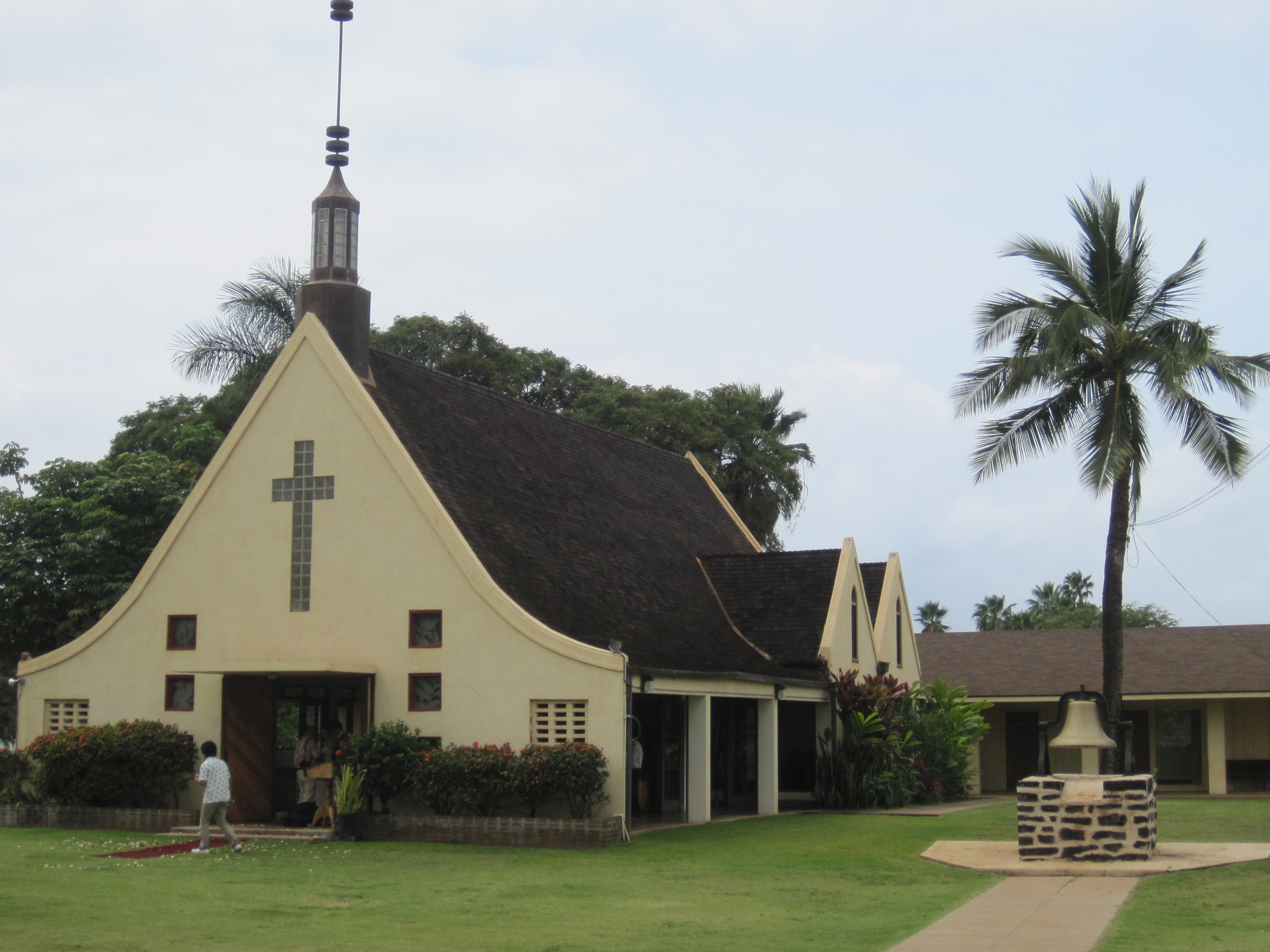
ワイオラ教会（2010年撮影）
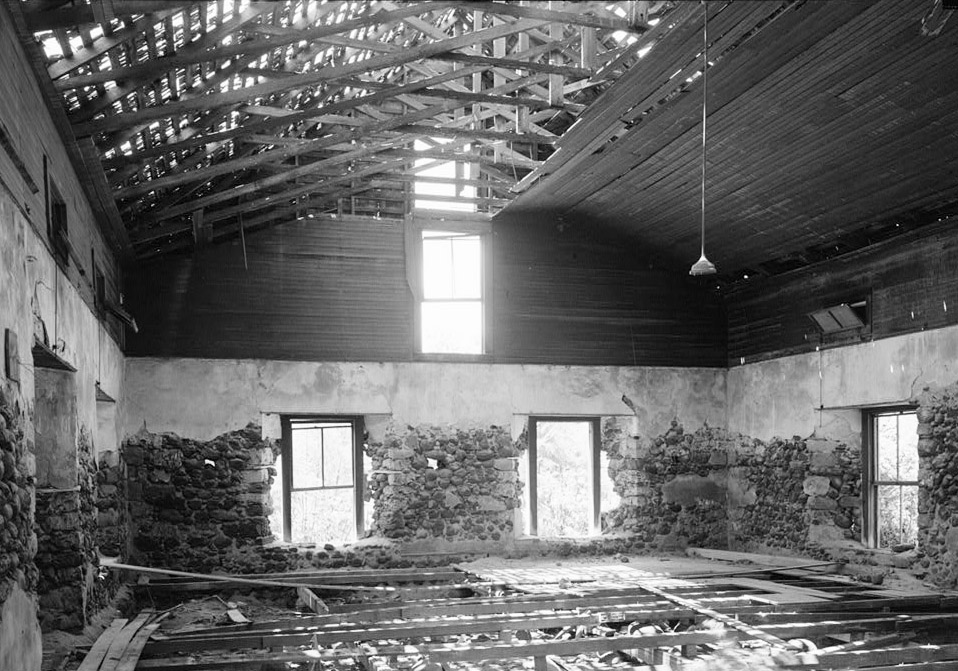
修復前のハレ・アロハ内観（1966年撮影）
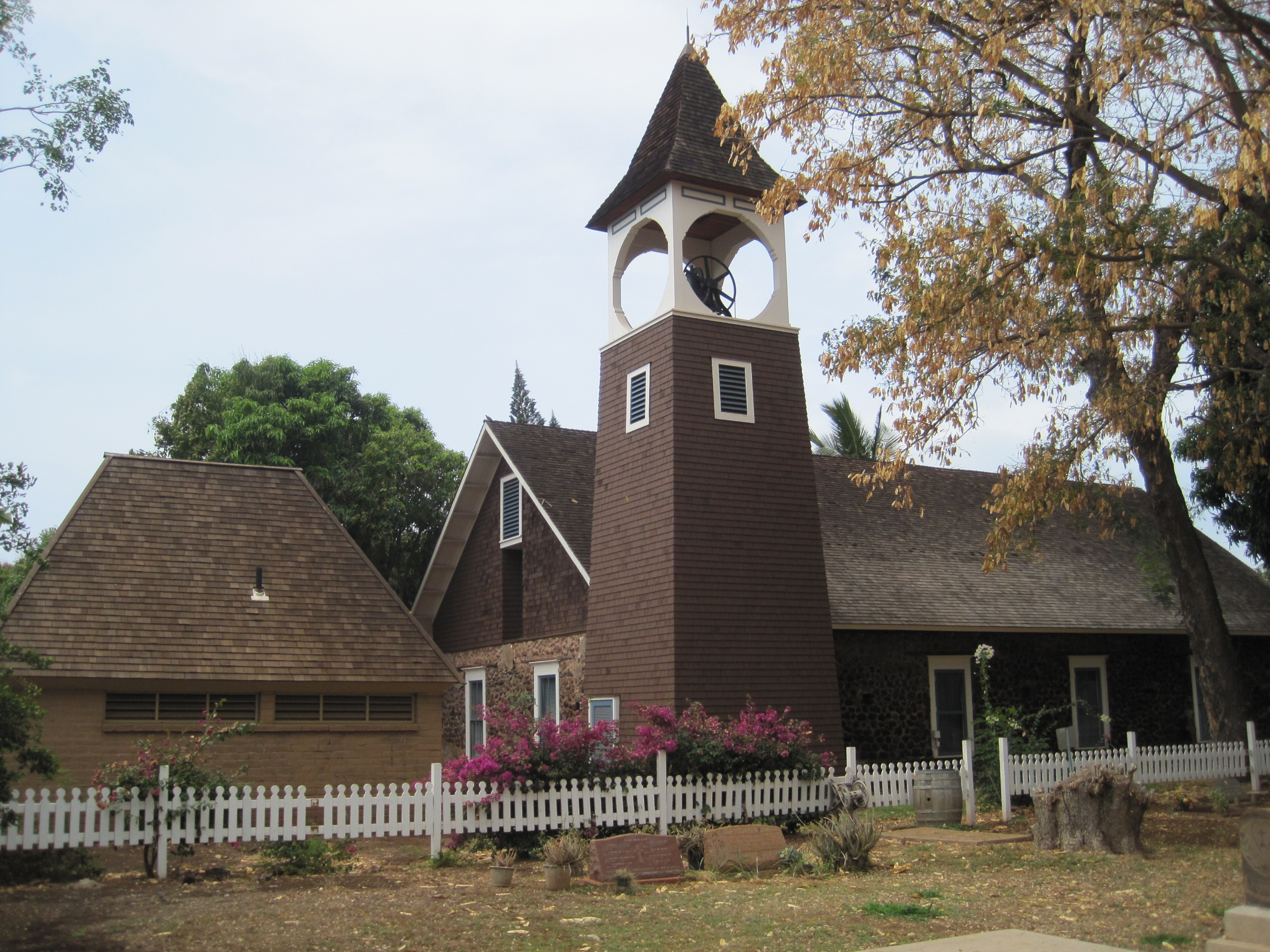
ハレ・アロハ（2010年撮影）
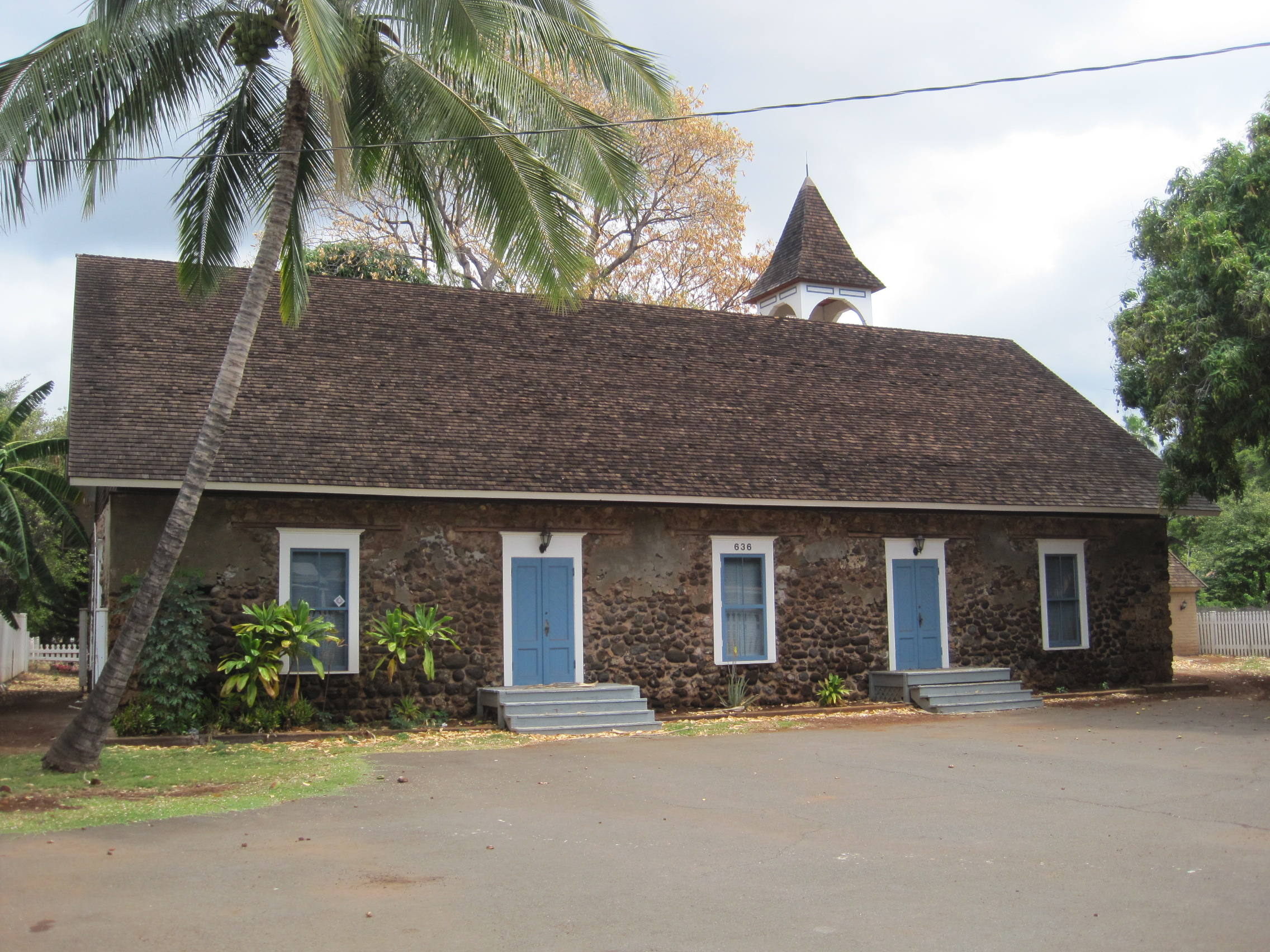
ハレ・アロハの海側（2010年撮影）
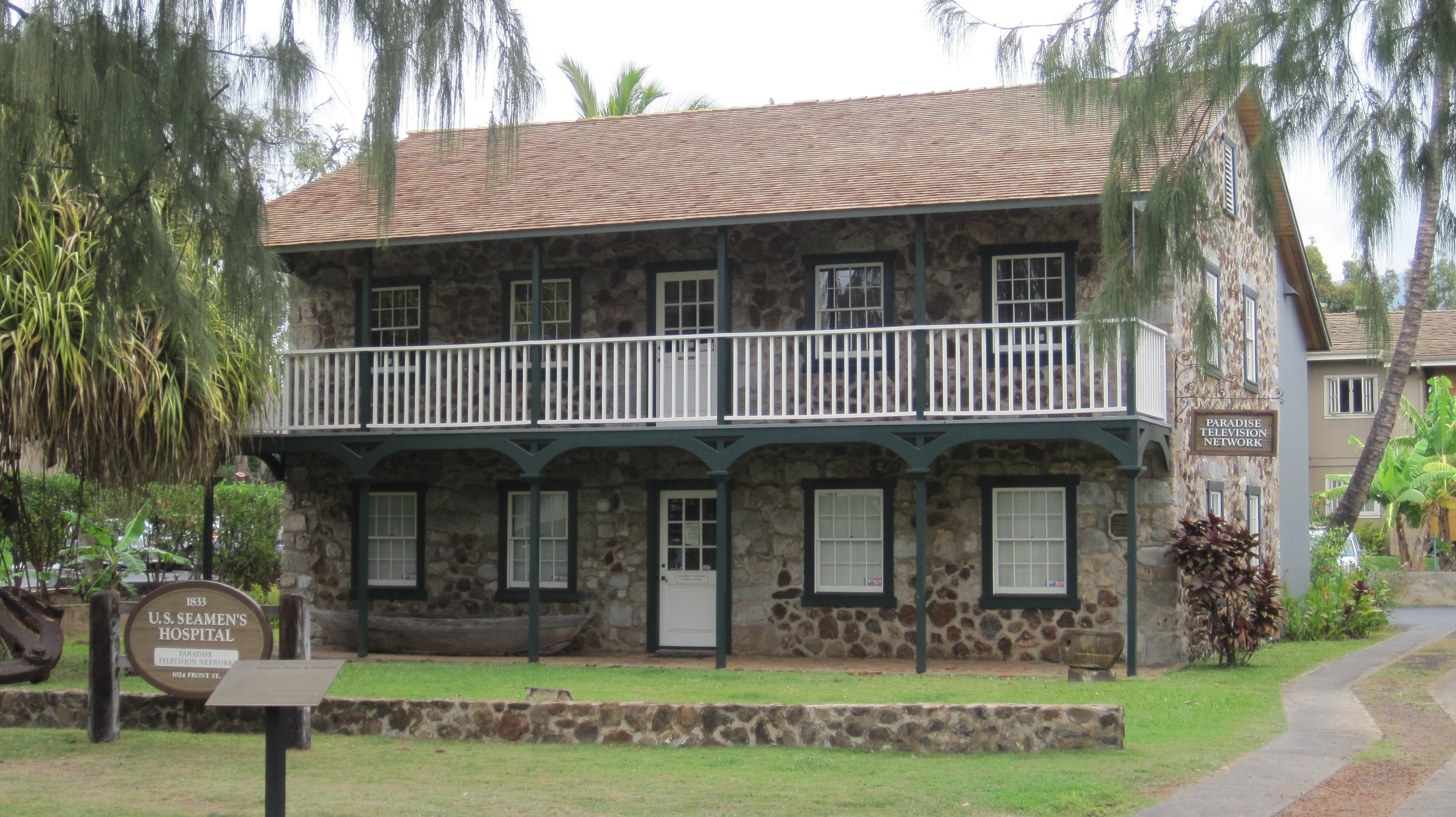
海員病院跡（2010年撮影）
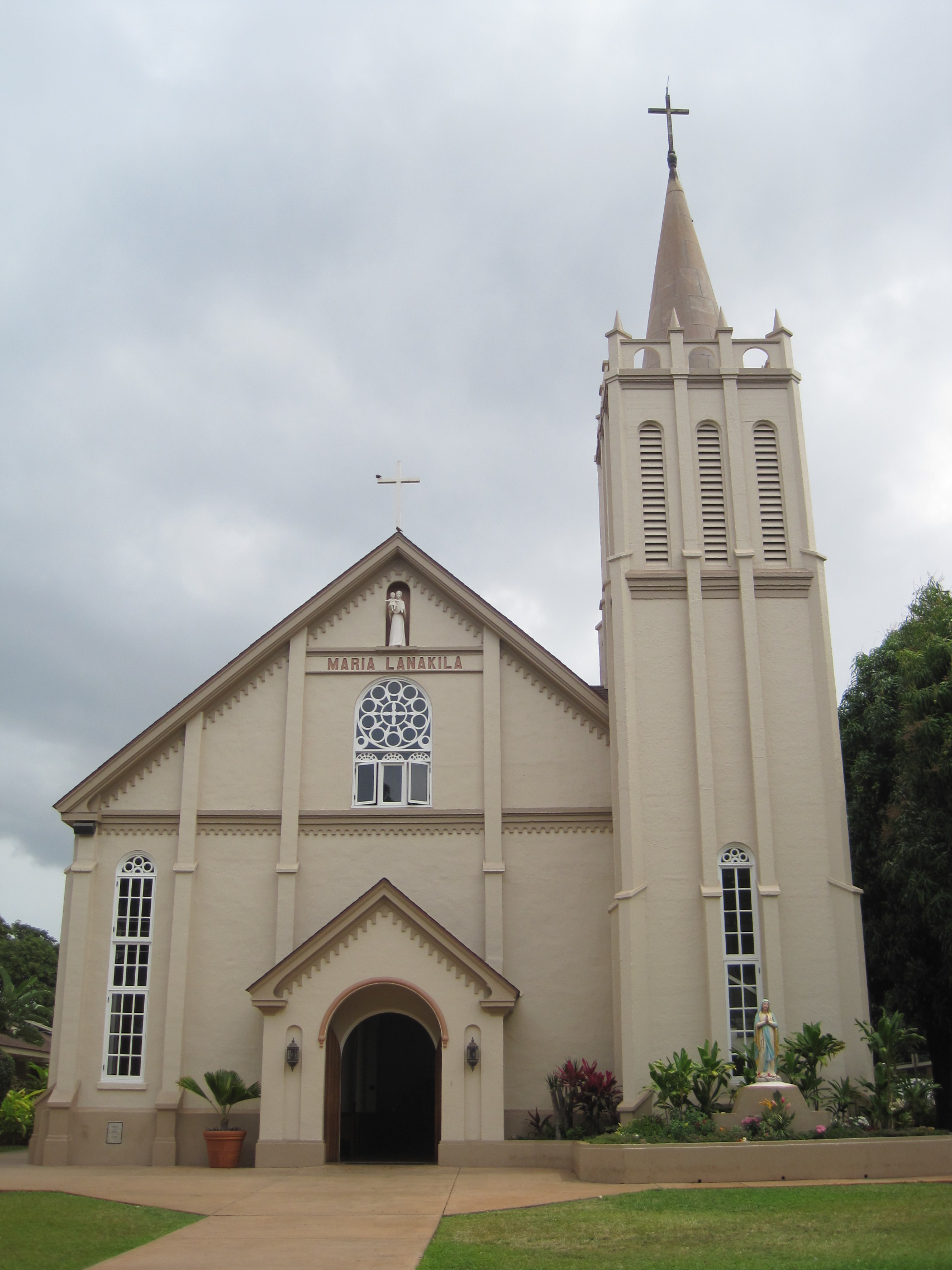
マリア・ラナキラ・カトリック教会（2010年撮影）
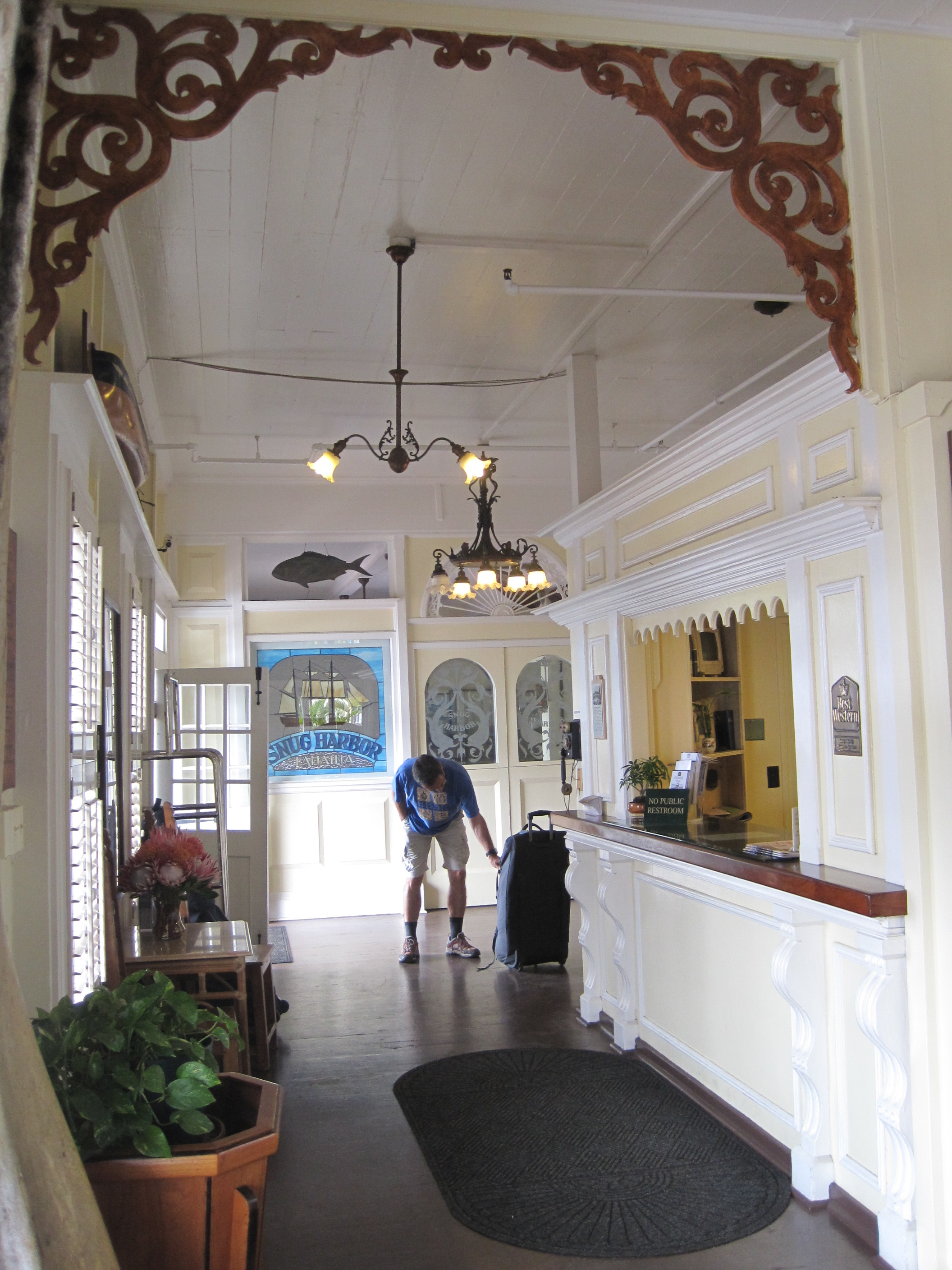
パイオニア・インのフロント（2010年撮影）
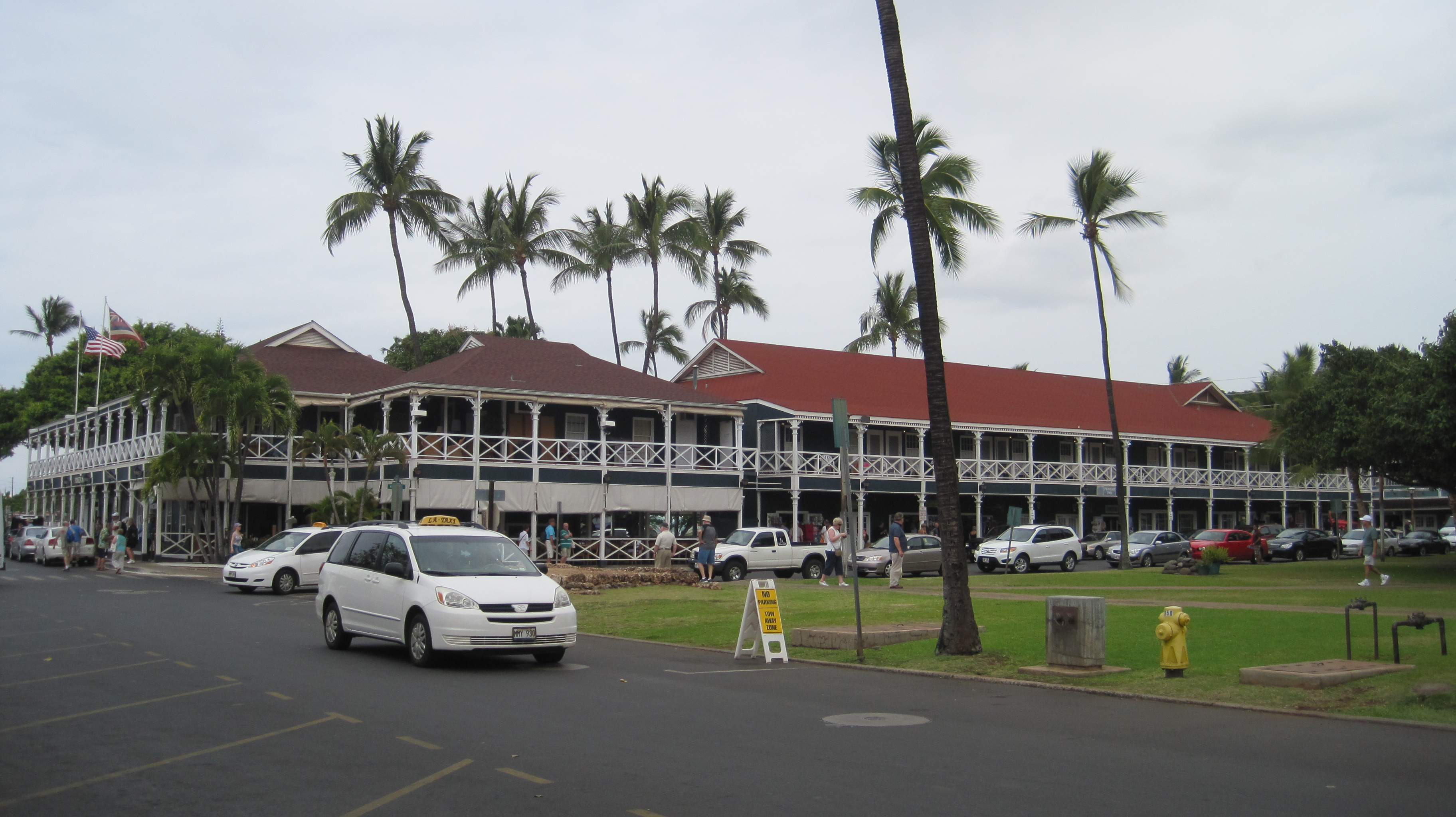
パイオニア・イン（2010年撮影）

## ラハイナ・ヒストリック・トレイル
ラハイナ・ヒストリック・トレイル (英語: Lāhainā Historic Trail, ハワイ語: Ala Mo‘olelo O Lāhainā) は、ラハイナの62（あるいは65）の地点を選定したもので、散策しながら町の歴史に触れられるよう整備したものである。多くのポイントはアメリカ合衆国国定歴史建造物 (National Historic Landmarks) の指定対象であり、ラハイナ修復財団のメンバーはこれらの建物の修復に当たるとともに、青銅製の解説銘板を設置している。
ヒストリック・トレイルの選定ポイントには、モクウラのような古代ハワイの歴史に関わるもの、コートハウスなど「貢献的建築物」として評価されているもの、公共建築物、教会や墓地などから、バニヤン・ツリーのような自然物、ウォ・ヒン会館やラハイナ浄土院といった移民たちの文化的拠点、フロントストリートにあって住民たちの暮らしを支えてきた古い小売商店までが含まれている。